# Бруссье, Жан-Батист
Жан-Батист Бруссье (фр. Jean-Baptiste Broussier; 1766—1814) — французский военный деятель, дивизионный генерал (1805), граф (1809 год), участник революционных и наполеоновских войн. Имя генерала выбито на Триумфальной арке в Париже.

## Биография

### Происхождение и начало военной службы
Родился 10 мая 1766 года в коммуне Виль-сюр-Со в семье жандарма гвардии короля Николя Бруссье (фр. Nicolas François Broussier; 1734—1772) и его супруги Катрин Фортен (фр. Catherine Fortin; 1736—1821). Происходил из небогатой и очень набожной семьи. Находился на попечении у тётки, которая определила его в престижную семинарию, расположенную в городе Туль. Но изучение католических догматов быстро наскучило Жану-Батисту, и он, преисполненный патриотических чувств и обуреваемый жаждой приключений, 6 сентября 1791 года вступил добровольцем в 3-й батальон волонтёров Мёза и был избран капитаном этого подразделения, направленного в Центральную, а затем в Мозельскую армию генерала Бёрнонвиля. 15 декабря 1792 года отличился в бою под Вавреном у Консарбрюка. Штурмуя окопы австрийцев, Бруссье проявил то холодное бесстрашие, которое он впоследствии много раз демонстрировал: серьёзно раненый во главе своей роты, он бросается, несмотря на это ранение, в последний окоп, и, его энергия в значительной степени способствует успеху дня. Напуганные доблестью нападавших, австрийцы сдались, поспешно обратились в бегство, оставив после себя несколько орудий.
15 февраля 1794 года Жан-Батист произведён в чин командира батальона и 26 апреля 1794 года его батальон был включён в состав 34-й полубригады, воевавшей в составе Самбро-Маасской армии. 20 февраля 1796 года в ходе второй амальгамы его батальон был включён в состав 43-й полубригады линейной пехоты полковника Биссона в составе дивизии Коло. 22 августа отличился у Амберга, где захватил важное ущелье возле мельницы Хаземюль, и целый день защищал его от всей армии противника. Во время боя Бруссье получил пулю в лоб и временно выбыл из строя.

### Кампании в Италии и Неаполе
В 1797 году в составе Итальянской армии Бонапарта Бруссье отличился 22 марта при взятии деревни Ступицца; одним из первых ворвался в укрепления форта Кьюза и лично взял в плен австрийского генерала Клебека, командующего фортом, а позже спас ему жизнь, когда французские солдаты хотели заколоть его штыками за гибель своих товарищей. 29 марта 1797 года был произведён Бонапартом в полковники и назначен вторым командиром 43-й полубригады.
24 октября 1798 года Бруссье был зачислен в штаб дивизии генерала Дюэма, составлявшей левый фланг Неаполитанской армии и предназначенной для завоевания Неаполитанского королевства. 7 декабря Жан-Батист принял участие в осаде Чивита-дель-Тронто, 23 декабря французы подошли к Пескаре, и на следующий день заняли этот городок, захватив значительные запасы продовольствия и военного снаряжения. Затем Дюэм разместил свою штаб-квартиру в Кьети, откуда послал Бруссье с шестью ротами гренадеров и несколькими кавалеристами для преследования неаполитанского корпуса, удерживавшего сельскую местность. На два дня почти все коммуникации были прерваны, но вскоре Бруссье добрался до вражеской колонны, рассеял её, и двенадцать артиллерийских орудий, все кессоны и многочисленные пленные попали в руки французов. После этого он присоединился в Торре-де-Пассери к бригаде генерал Рюска и эти объединённые войска направились в сторону Босио-ди-Пополо. Дюэм дал под начало Бруссье 17-ю линейную полубригаду и 36 конных егерей и поставил перед ним задачу занять Беневенто и рассеять вооружённые отряды крестьян. 18 января, не испугавшись большого численного перевеса неприятеля, Бруссье двинулся вперёд, атаковал их во главе конных егерей, разгромил и захватил Беневенто и его сокровища. В этом бою погибли сорок французских солдат и пять офицеров. 20 января покинул Беневенто, и поспешил присоединиться к французской армии, шедшей на Неаполь. Едва выйдя из города, он встречает крестьян, расположившихся лагерем на окрестных высотах и пытающихся отрезать ему путь к отступлению. Пришлось прорываться штыком, в результате чего 17-я полубригада потеряла много людей. Прибыв в Фурш-Кодин, Бруссье не без тревоги увидел, что ущелья снова заняты противником, у которого было значительное численное превосходство. Вынужденный отказаться от безрассудного предприятия, Бруссье прибегнул к хитрости, чтобы заманить врага на равнину. Второму батальону своей полубригады он приказал залечь в овраге, покрытом густым кустарником, а отряду егерей и гренадеров приказал совершить условную атаку, а затем немедленно бежать от противника, а сам собрал своих людей верхом на лошадях за хутором, за засадным батальоном. Крестьяне атакуют предполагаемых беглецов с победными криками: когда они находятся в двух шагах от засады, спрятавшиеся во рву воины внезапно встают и стреляют в них в упор. Не дав крестьянам времени опомниться, Бруссье бросается со своими егерями, безудержно атакуя их, в то время как пехота ударяет в штыки с флангов, и наконец заставляет их в беспорядке бежать. Разгром был полный, они оставили на поле боя более восьмисот убитых. Свидетели расправы над своими товарищами, те из врагов, которые охраняли соседние высоты, были охвачены таким ужасом, что оставили проход свободным. Имея менее полутора тысяч человек, он только что совершил два блестящих подвига, разгромив и рассеяв более двенадцати тысяч повстанцев. В награду за успехи, достигнутые благодаря его интеллекту и храбрости, 20 января 1799 года главнокомандующий Шампионне назначил Бруссье бригадным генералом. После этого дела, не теряя ни часа, он форсированными маршами направился в сторону Неаполя, разгромил и разогнал сборище лаццарони и крестьян, угрожавших штабу Дюэма, и с 21 по 23 января принял весьма активное участие в осаде этой столицы. На следующий день он получил приказ атаковать слева большой мост, расположенный недалеко от района Мадлен и отделяющий город Неаполь от его пригородов. Этот мост прикрывался фортом дель Кармине и охранялся отрядом албанцев, находящимся на службе у короля Неаполя, значительным отрядом лаццарони и шестью пушками. Штыковая атака, предпринятая шестью ротами гренадеров из 17-й, 64-й и 73-й полубригад, после шести часов упорного боя решила победу в пользу французов. Лаццарони бегут; в одиночку албанцы всё ещё сопротивляются; но когда гренадеры наступают на них, чтобы пронзить их штыками, батальон требует пощады и целиком бросается на колени победителю. Бруссье, всегда щедрый, принял их как военнопленных.
Затем, Бруссье подавил восстание калабрийцев в Апулии, захватив и разрушив до основания Андрию 20 марта и Трани 2 апреля — главные пункты обороны мятежников. Однако уже 16 марта он был обвинён Директорией вместе с генералами Шампионне и Дюэмом во взяточничестве, смещён с занимаемой должности, арестован и лишён звания. Причиной конфликта стала попытка главкома Шампионне изгнать из штаба дельцов, присланных центральной властью, и активно разворовывавших ресурсы армии. Военная комиссия, заседавшая в Гренобле, 18 июня 1799 года освободила генералов и восстановила их в звании. 23 июня 1799 года зачислен в Альпийскую армию генерала Гренье. 24 ноября того же года Бруссье назначили комендантом Валансьена.

### Служба в эпоху Консульства и Ранней Империи
1 марта 1800 года в Валансьене женился на Ведастине Дюбар (фр. Védastine Scolastique Joseph Dubar; 1783—), от которой имел дочь.
29 марта 1800 года он был переведён в Резервную армию, с 16 апреля командовал бригадой в составе дивизии генерала Луазона. 25 мая он занял позицию у форта Бар, 5 июня блокировал Пиццигеттоне, 12 июня форсировал Адду и на следующий день овладел Кремоной. После этого стремительного марша Бруссье отбыл 4 июля в военный лагерь в Амьене под начало генерала Мюрата, где возглавил элитную бригаду, состоявшую из гренадер и разведчиков. 12 октября 1800 года в очередной раз вернулся в Италию и присоединился к дивизии Рошамбо. 1 января 1801 года участвовал в переправе через Адидже. С конца января 1801 года в дивизии Мориса Матьё. С 1801 по 1803 годы он занимал пост губернатора Милана. 22 февраля 1804 года был назначен в 1-й военный округ в Париже.
1 февраля 1805 года Бруссье был произведён в дивизионные генералы и 22 сентября назначен комендантом Парижа. 7 ноября 1805 года стал начальником штаба Северной армии. 5 февраля 1806 года его в качестве командира 1-й резервной дивизии перевели в корпус маршала Лефевра, располагавшейся в княжестве Дармштадт.

### Австрийская кампания 1809 года

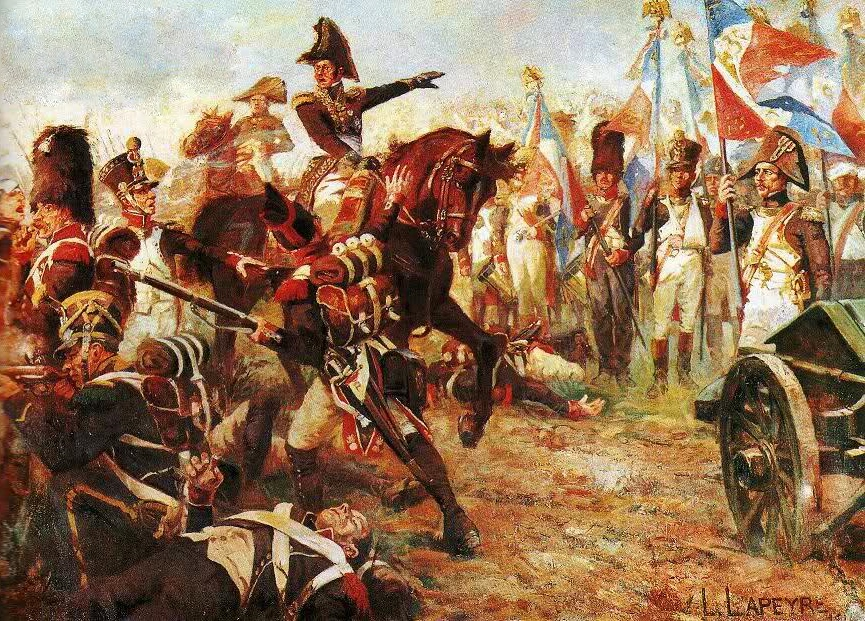
Генерал Бруссье при Ваграме.

16 июля 1806 года, после роспуска корпуса Лефевра, Бруссье прибыл в расположение Итальянской армии, и возглавил пехотную дивизию во Фриули вместо генерала Себастьяни, отбывшего с дипломатической миссией в Турцию. Участвовал в войне 1809 года с Австрией под началом Эжена Богарне. Кампания началась 10 апреля. Бруссье потерпел поражение при Диньяно 11 апреля. В бою при Сачиле 16 апреля ему подчинялся левый фланг, а затем арьергард армии вице-короля. Дивизия генерала в одиночку прикрывала отход армии. Она умелым манёвром захватила противника во фланг, неоднократно и успешно выдерживала удары австрийской кавалерии и пехоты: только ночь положила конец бою. Спасение наших войск произошло благодаря таланту и находчивости генерала Бруссье, который никогда не проявлял большего самообладания, чем в величайших опасностях. С 28 апреля генерал состоял при корпусе генерала Макдональда, действовавшем на правом фланге. 8 мая переправился через Пьяве, и вовремя поддержал авангард Дессе. 11 мая сражался при Вилланове. 12 и 13 мая дивизия Бруссье расположилась биваком на гласисе Пальма-Нова. 14 мая форсировала Изонцо, где некоторым энергичным пловцам из дивизии удалось отбуксировать на правый берег пригодное для перевозки судно, и переправить роту. 15 мая в пять часов утра рота гренадеров 84-го полка первой попала под огонь вражеского батальона, который она отбросила, а остальные войска, а также артиллерия последовательно достигли левого берега. 16-го числа дивизии Ламарка и Бруссье продолжали продвигаться вперёд, тесня перед собой отряды противника. Прибыв к Превальду, превосходной позиции у входа в важные дефиле, которую австрийцы ещё более улучшили, поспешно восстановив укрепления и наполнив редуты крупнокалиберной артиллерией, Макдональд атакует противника дивизией Ламарка, в то время как дивизия Бруссье должна попытаться обойти город по краям главной дороги. Ламарк свергает несколько вражеских постов, а Бруссье последовательно задействует свои роты вольтижёров при поддержке соответствующих батальонов. Спрятавшись за укреплённой линией перед городом и защищённые каменными и земляными укреплениями, австрийцы открыли очень оживлённый артиллерийский огонь и даже демаскировали пять орудий. Они ничего не смогли сделать против невероятных усилий французов и покинули Превальд, оставив в фортах некоторое количеств войск; но Бруссье призывает их сдаться, что они немедленно и делают. Занятие этого небольшого места принесло французам более двух тысяч пленных австрийцев и пятнадцать орудий. 18 мая сражался при Тарвизио. 21 мая овладел Лайбахом, а затем занял Грац. Благодаря умелым действиям, Эжену удалось соединиться сперва с Армией Далмации, а 31 мая – с Армией Германии Наполеона. С 1 по 19 июня Бруссье блокировал форт Шлоссберг. В ночь с 20 на 21 число, после появления значительных сил неприятеля, снял осаду, эвакуировал Грац, совершил отступление в полной тишине, забирая больных и раненых. Генералу было приказано оставаться на позиции, чтобы помочь Мармону в его марше на Грац, и его решимость соответствовала его инструкциям. Бруссье занял оборонительную позицию. Геенерал разместил свои войска за предместьем, вне досягаемости артиллерийских орудий, и послал разведку в направлении врага. Вскоре стало известно о приближении австрийцев, и Бруссье счёл более выгодным начать атаку. 24 июня в три часа ночи французские аванпосты были атакованы авангардом противника. На помощь Бруссье прибыл корпус Мармона, а Дьюлай стремился обосноваться в деревне Кальсдорф. Генерал Бруссье не дал ему времени: в восемь часов вечера он атаковал Кальсдорф 9-м линейным полком при поддержке 84-го. 9-й, штыковой атакой, захватил Кальсдорф и двинулся вперёд к первой линии противника, развёрнутой на некотором расстоянии от деревни. После небольшого сопротивления эта линия распалась, перешла на вторую линию, а вскоре после этого и на третью. Невозможно передать восхитительную скорость и порывистость 9-го. Австрийский корпус с двадцатью тысячами человек, тридцатью орудиями и двумя тысячами лошадей был менее чем за полчаса разбит четырьмя батальонами. С этим армейским корпусом было бы покончено, если бы действие не происходило в темноте: восемь батальонов взяли бы и уничтожили двадцать семь. Потери французов едва составили сорок человек убитыми и ранеными. 27 июня Мармон, наблюдая за корпусом Дьюлая, предложил генералу Бруссье атаковать, отбить Грац и оставить там как можно меньше людей. Пятьдесят австрийских гусар, столько же хорватов и тысяча человек, находившихся в гарнизоне форта Шельсберг, — вот те войска, которые нужно было изгнать или сдержать. Считая, что двух боёв будет достаточно, чтобы прогнать неприятельские пикеты, вернуться к Грацу и восстановить там позиции, Бруссье послал в этот город полковника Гамбена с двумя батальонами 84-го полка и двумя 3-фунтовыми пушками. Точно выполнив устные инструкции Бруссье, полковник Гамбен, проявив чудеса доблести, оказался в критическом положении; ему не хватало боеприпасов: винтовки и пушки пришли в негодность. Бруссье, со своей стороны, соединился с корпусом Мармона; но вскоре ему пришлось оказать помощь полковнику Гамбену. Бруссье отрядил полковника Нагля с тремя батальонами 92-го линейного. Подобно потоку, заливающему и опрокидывающему всё на своём пути, войска Нагля устремились к линии врага, который тщетно пытался остановить их движение. Эта стремительная атака оказала величайшую честь полковнику Наглю, 84-му и 92-му линейным полкам. Наполеон, проводя смотр 84-го числа 7 июля на острове Лобау, публично дал ему высшую похвалу и поставил в повестку дня, что девиз: «Один против десяти» (фр. Un contre dix) будет выгравирован на опоре полкового орла. Гамбен стал графом Империи, а офицерам и солдатам было роздано девяносто пять наград.
1 июля Бруссье получил приказ форсированным маршем присоединиться со своими восемью батальонами к основной части армии для участия в битве при Ваграме. Его дивизия действовала на самом острие знаменитой колонны Макдональда, целью которой было пробить брешь в боевых порядках австрийцев. Дивизия Бруссье двигалась на Зюссенбрунн. Ослабев по всей линии, противник, казалось, хотел удержаться в этом селе. Генерал Жерар получил приказ повернуть направо от Зюссенбрунна, в то время как дивизии Бруссье, Сера и Ламарка должны были атаковать в лоб; но австрийцы не дождались удара французских колонн и поспешно отступили к Герасдорфу, окопавшись, ощетинившись пушками, дополнительно защищёнными высотами, украшенными войсками и артиллерией. Герасдорф атаковали и защищали с одинаковым мужеством, и более часа исход был неопределённым; но новая атака французов сломила сопротивление противника. В официальном бюллетене армии было сказано, что дивизии Бруссье и Гюдена покрыли себя славой в этот день. За успешные действия в данном сражении Бруссье был награждён орденом Почётного легиона и графским достоинством. После этого был послан в Линц, где быстро подавил восстание тирольцев.

### Русская кампания 1812 года
В 1810 году он также возглавил 2-й военный округ Итальянского королевства в Брешии.
20 апреля 1811 года его дивизия была включена в Итальянский наблюдательный корпус, ставший 1 апреля 1812 года 4-м корпусом Великой Армии. Участвовал в Русской кампании 1812 года. 25 и 26 июля 4-й корпус поднялся вверх по Двине и с силой потеснил врагов перед собой. В частности, он разогнал армейский корпус генерала Остермана, понесший значительные потери; русским пришлось задуматься о формировании нового арьергардного корпуса, командование которым было поручено графу Палену. 27-го числа рано утром принц Эжен направил свои войска против этого нового корпуса, и поставил дивизию Бруссье в авангарде. Продвигаясь по главной дороги, отремонтировали небольшой мост, разрушенный противником. При восходе солнца французы могли видеть арьергард противника, состоявший из десяти тысяч кавалеристов, выстроенных на равнине: правый фланг опирался на Дуну, а левый — в лесу, украшенном пехотой и артиллерией. Бруссье вместе с 53-м полком занял позицию на возвышении, обращённом к плато, занятому противником; две роты вольтижёров 9-го полка, составлявшие арьергард его дивизии, прошли первый овраг, за которым находились основные силы русских, упорно оборонявшихся. Сформировав свою дивизию в двойном каре на полк и прикрываясь своей артиллерией, Бруссье, в свою очередь, пересёк ущелье и побежал навстречу врагу. Менее чем за два часа все русские позиции были взяты, и это сражение, известное битва при Островно, ещё больше укрепило и без того прочную репутацию Бруссье, которому выпала вся честь этого славного дня. 5 и 6 сентября дивизия находилась левее Новой Смоленской дороги, к западу от села Бородино. 7 сентября участвовал в Бородинской битве. Между шестью и половиной седьмого его дивизия переправилась через Колочу по небольшому мосту, наспех построенному генералом Пуатвеном. В половине шестого 4-й корпус получил приказ убрать ближайший к Пассаревскому лесу редут, защищаемый семнадцатью артиллерийскими орудиями крупного калибра. Несмотря на поистине героические усилия противника, этот редут был взят после часа кровавого боя. Вскоре русские вернулись в атаку. Тогда перед Бруссье встала задача отразить эти массы: тщетно враг пытается вернуть редут; он заполняет рвы ограды своими трупами.
С 15 сентября дивизия располагалась на Бутырках. 26 сентября дивизия выдвинулась к Яскино на Можайской дороге. 16 октября дивизия перешла на Новую Калужскую дорогу, в Фоминском, где 20 октября к ней присоединились остальные войска 4-го армейского корпуса. 24 октября в сражении за Малоярославец, поддерживая обескровленную и лишившуюся командира 13-ю пехотную дивизию, люди Бруссье несколько раз отбивали город Малоярославец. В ходе сражения генерал был ранен. При отступлении к Смоленску дивизия участвовала в боях под Вязьмой. С 9 по 14 ноября составляла арьергард корпуса Богарне, прикрывая его отход от реки Вопь через Духовщину к Смоленску. 16 ноября в боях при Красном дивизия, имевшая в строю не более 1000 человек, действовала в первой линии корпуса и понесла тяжёлый урон. 35-й линейный, построившись в каре, стойко выдерживал огонь артиллерии и стрелков, а также натиск кавалерии, но при отступлении был смят атакой Московского и Каргопольского драгунских полков и почти полностью уничтожен, потеряв своего орла. К 17 ноября славная 14-я дивизия насчитывала всего лишь 400 (!) человек. 29 ноября остатки дивизии переправились через Березину и 12 декабря покинули пределы России, перейдя Неман при Ковно. К 31 декабря в Мариенвердере в Восточной Пруссии собрались 579 человек (в т. ч. 149 офицеров), из унтер-офицеров и рядовых лишь 102 имели оружие.

### Последняя кампания и смерть
После тяжёлой кампании генерал отбыл во Францию для восстановления сил. 24 июня 1813 года Бруссье возглавил 3-ю дивизию Майнцского обсервационного корпуса во Франконии под началом маршала Ожеро. Богарне, знавший его военные способности, поспешил просить Императора взять Бруссье в свою армию, но генерал заболел и был вынужден снова вернуться во Францию для лечения. 5 августа 1813 года генерал поступил в распоряжение военного министерства. 2 ноября Наполеон лично поручил ему оборонять Страсбург и Кель от наступавших союзников. Этот приказ он исполнял вплоть до апреля 1814 года, момента отречения Императора. Пришедшие к власти Бурбоны определили генерала 21 июня 1814 года на административную должность в его родной департамент Мёз.
13 декабря 1814 года Жан-Батист Бруссье в возрасте 48 лет скончался в Бар-ле-Дюке от апоплексического удара, положившего конец его блестящей карьере.

## Характеристика генерала
Бруссье был высокого роста и крепкого телосложения. Он писал хорошо и легко. Его стиль был энергичным и лаконичным, он всегда использовал правильную экспрессию для передачи своих мыслей. От природы серьёзный в своих словах и манерах, он обладал высоким духом, честным и щедрым сердцем. Поскольку он был не очень вежлив и обладал некоторой жёсткостью характера, его заслуги не всегда оценивались по достоинству.

## Воинские звания
- Капитан (8 сентября 1791 года);
- Командир батальона (15 февраля 1794 года);
- Полковник (29 марта 1797 года, утверждён 3 февраля 1799 года);
- Бригадный генерал (20 января 1799 года, утверждён 15 февраля 1799 года);
- Дивизионный генерал (1 февраля 1805  года).

## Титулы

Герб графа

- Граф Бруссье и Империи (фр. comte de Broussier et de l'Empire; декрет от 15 августа 1809 года, патент подтверждён 15 октября 1809 года в Шёнбрунне)[3][4].

## Награды
Легионер ордена Почётного легиона (11 декабря 1803 года)
 Коммандан ордена Почётного легиона (14 июня 1804 года)
 Кавалер ордена Железной короны (23 декабря 1807 года)
 Великий офицер ордена Почётного легиона (21 июля 1809 года)
 Командор ордена Железной короны (16 октября 1812 года)
 Командор ордена Воссоединения (3 апреля 1813 года)
 Кавалер военного ордена Святого Людовика (29 июля 1814 года)